# Lords of the Fallen
Lords of the Fallen é um jogo eletrônico de RPG de ação desenvolvido pela Deck13 Interactive e CI Games. Foi lançado em outubro de 2014 para PlayStation 4, Xbox One e Microsoft Windows. Uma versão móvel do jogo, que apresenta controles de combate de deslize um para um, foi lançada em 9 de fevereiro de 2017 para iOS e Android, como um jogo pago com compras no aplicativo.
Os jogadores viajam por ambientes misteriosos e interconectados, lutando contra inimigos ferozes e desfigurados, incluindo chefes, usando armas brancas, como machados e martelos. Os jogadores controlam Harkyn quando ele é enviado em uma missão para deter as misteriosas forças demoníacas de um deus poderoso enquanto eles invadem o mundo para recuperá-lo após serem destronados.

## Jogabilidade
Contendo uma abordagem tática lenta para a jogabilidade de combate próximo, com inimigos difíceis e locais para superar, enquanto aprende com seus encontros. O jogador assume o papel de Harkyn, que, desde o início, pode ser adaptado para os estilos de combate preferidos do jogador em uma variedade de classes diferentes, cada uma com suas próprias especializações em certas armas, armaduras, feitiços e habilidades. Uma classe é determinada com base em duas escolhas principais de três tipos de magia; briga, decepção e consolo, seguido pela segunda escolha de três conjuntos de armadura diferentes; guerreiro, ladino e clérigo. Diferentes combinações de ambas as opções permitem ao jogador escolher como jogar Harkyn desde o início. Com conjuntos, o guerreiro usa armaduras e armas pesadas, mas fortes, o ladino é muito mais leve e rápido, e o clérigo utiliza cajados e armaduras que suportam o uso de feitiços. A magia aumenta a variabilidade de cada classe. Por exemplo, um conjunto de guerreiros combinado com magia de briga cria um guerreiro puro com alta força e vitalidade, enquanto um conjunto de guerreiros também pode ser combinado com magia de consolo para criar uma classe de paladino que não é tão forte, mas pode se especializar no uso de feitiços no início do jogos. Conforme o jogador avança no jogo e derrota os inimigos, a experiência pode ser ganha e gasta para atualizar as habilidades de Harkyn e desbloquear novos feitiços para usar em combate. enquanto um conjunto de guerreiros também pode ser combinado com magia de consolo para criar uma classe de paladino que não é tão forte, mas pode se especializar no uso de magia no início do jogo.

## Trama
O jogo se passa em um mundo muito depois da derrota de um deus chamado Adyr, que anteriormente governava a humanidade com punho de ferro, por três heróis, um ladino, um clérigo e um guerreiro, que mais tarde ficaram conhecidos como os Juízes e foram elevados ao status de semideuses. Excepcionalmente, todos os pecados são punidos, mesmo os pequenos e insignificantes. Os jogadores assumem o papel de Harkyn, um criminoso condenado cujos pecados são visíveis em seu rosto, na forma de runas.
Harkyn é libertado da prisão por um monge chamado Kaslo para impedir uma invasão misteriosa das forças demoníacas de Adyr, os Rhogar, em um mosteiro perto das montanhas da Mão de Deus (literalmente a mão do deus caído). Ele se depara com uma série de seres poderosos chamados Rhogar Lords que estão invadindo de um lugar desconhecido para o reino humano. Com a ajuda de um explorador chamado Yetka, ele consegue descobrir a localização do Caminho, um portal para o Reino Rhogar, um antigo templo de Adyr que foi banido para outra dimensão pelos Juízes e selado no mosteiro.

## Recepção
Lords of the Fallen recebeu críticas mistas ou médias, de acordo com o agregador de críticas Metacritic, com uma nota média agregada de 71, 73 e 68 de 100 para suas versões para Xbox One, Microsoft Windows e PlayStation 4, respectivamente.
Em uma análise positiva para Game Informer, Daniel Tack chamou o jogo de um "sucesso inesperado". Ele afirmou: "Lords of the Fallen é um título surpreendentemente sólido que nem estava no meu radar. Ele pega muito emprestado da franquia Souls, é bem feito e tem seu toque próprio. Eu recomendo este jogo para qualquer pessoa que goste daquela série e, se você nunca seguiu esse caminho antes, pode ser um ponto de entrada para o gênero de RPG de ação".